# Corixidae
I Corissidi (Corixidae Leach, 1815) sono una famiglia di insetti acquatici dell'ordine dei Rincoti (sottordine Heteroptera).
Sistematicamente sono gli unici rappresentanti della superfamiglia Corixoidea, compresa nell'infraordine dei Nepomorpha.

## Descrizione
I Corissidi hanno dimensioni medie o piccole, con corpo oblungo, da 1,5 a 15 mm. La pigmentazione è caratterizzata da strie o bande trasversali sul pronoto e sulle emielitre. Nel complesso presentano caratteri morfologici simili a quelli delle notonette.
Il capo è grande, largo quanto il pronoto o poco più, corto alla vista dall'alto, con profilo triangolare alla vista frontale. Gli occhi sono molto grandi e gli ocelli in genere assenti, le antenne molto brevi, composte di quattro segmenti. L'apparato boccale è atipico rispetto al tipo pungente-succhiante rappresentativo dei Rincoti: i Corissidi non hanno la capacità di pungere in quanto gli stiletti mandibolari e mascellari sono adatti a tagliare. Il rostro è formato da un solo segmento, è molto breve e in apparenza fuso con il capo.
Il torace mostra un pronoto grande, spesso prolungato posteriormente fino a ricoprire il mesoscutello. Le zampe costituiscono l'elemento morfologico caratterizzante della famiglia. Quelle anteriori sono relativamente brevi e hanno i tarsi (detti palae o pale) formati da un solo segmento largo e appiattito, adatto a raschiare e scavare, fornito di una sola unghia e di una frangia di setole lunghe e fitte. Le zampe medie sono relativamente lunghe e sottili, spesso percorse da peli, con tarsi formati da un solo segmento e provvisti di due unghie piuttosto lunghe. Le zampe posteriori sono marcatamente natatorie, con articoli appiattiti, percorse da dense frange di setole e con tarsi composti da due segmenti. Le ali sono ben sviluppate, ricoprenti interamente l'addome, quelle posteriori sono talvolta ridotte.
L'addome ha un profilo concavo superiormente: si contrappone alle ali formando una cavità che costituisce una riserva d'aria sfruttata per respirare sott'acqua. Gli ultimi tre uriti dell'addome sono asimmetrici.
Un particolare dei maschi di molte specie della famiglia è quella di emettere suoni, da cui il nome comune di cicala d'acqua attribuito talvolta ai Corissidi. L'organo sonoro è costituito da un'area zigrinata del capo nella zona clipeale-labiale e da una o due file di dentelli che percorrono la faccia anteriore dei tarsi anteriori; il suono è prodotto dallo sfregamento dei tarsi su quest'area.

## Habitat e biologia

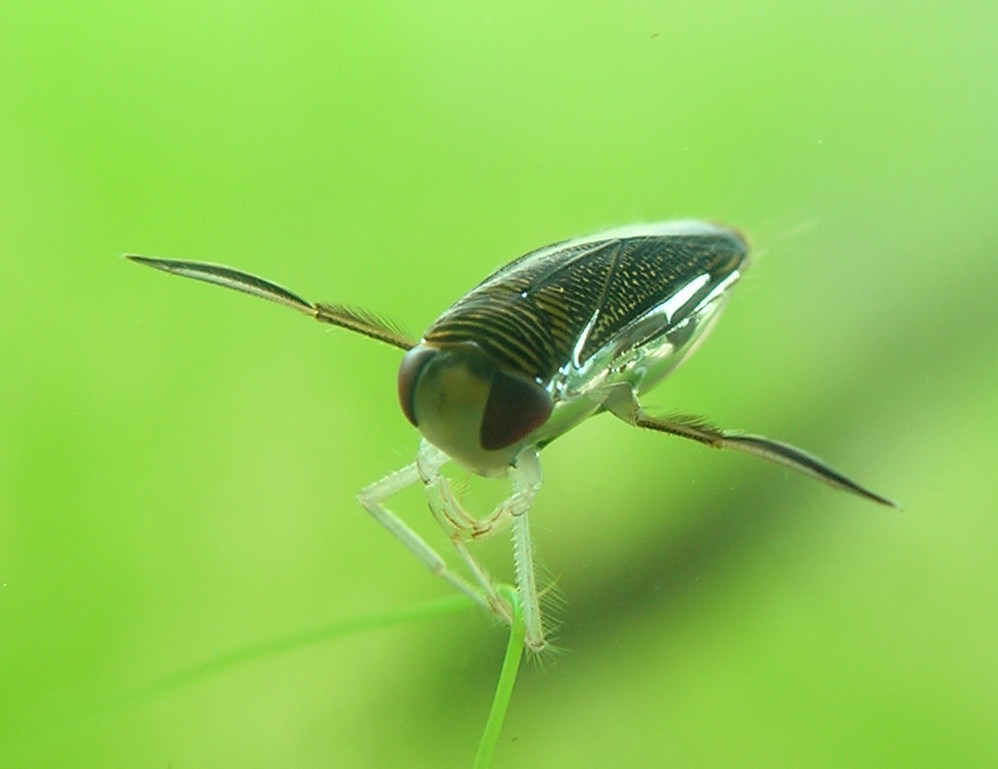
Corixa punctata, una delle specie più comuni diffusa in tutta la Regione Paleartica.

I Corissidi hanno un regime dietetico misto, sia zoofago sia fitofago, ma sono fondamentalmente detritivori. Si nutrono di detriti animali o vegetali trovati scavando nella melma dei fondali, di zooplancton e alghe. Sono in grado di assumere alimenti solidi che "masticano" sfruttando setole disposte nella faringe.
Il loro habitat è prettamente acquatico: vivono in acque per lo più stagnati di vario tipo, alcune specie anche in semplici pozzanghere. In generale colonizzano ambienti d'acqua dolce, ma alcune specie si rinvengono in acque salmastre. Nuotano immersi usando le zampe posteriori come remi, con una propulsione a scatti veloci. A differenza delle notonette, i Corissidi nuotano normalmente, con il dorso rivolto verso l'alto. Gli adulti sono spesso in grado di volare e sfruttano il volo per migrare da un sito ad un altro, talvolta anche per grandi distanze, e sono attirati dalla luce. Le femmine depongono le uova isolate o in gruppi fissandole al substrato con un breve pedicello.
La famiglia è cosmopolita e si rinviene in tutte le regioni zoogeografiche.

## Sistematica
I Corissidi comprendono circa 550 specie e si suddividono in sei sottofamiglie, di cui alcune composte da un solo genere:
- Corixinae, con 26 generi ripartiti in quattro tribù;
- Cymatiainae, con 2 generi;
- Diaprepocorinae, con un solo genere;
- Heterocorixinae, con un solo genere;
- Micronectinae, con quattro generi;
- Stenocorixinae, con un solo genere.

## Ahuahutle, il caviale messicano
Sei specie di Corissidi (Corisella mercenaria, Corisella texcocana, Krizousacorixa femorata, Krizousacorixa azteca, Graptocorixa abdominalis e Graptocorixa bimaculata) sono state per secoli una fonte di cibo per le popolazioni locali sia come uova sia come adulti, come alimento per gli Uccelli e l'Uomo.
Queste sei specie, genericamente indicate con il nome Axayácatl, popolano con densità elevate alcuni laghi salati e le popolazioni locali usavano effettuare dei veri e propri allevamenti al fine di raccogliere le uova, usate per preparare l'ahuahutle o caviale messicano. Corissidi e Notonette erano e sono usati per l'alimentazione anche come stadi giovanili e adulti, tuttavia questo cibo è ritenuto meno prelibato.
Attualmente questa tradizionale usanza culinaria ha avuto un drastico ridimensionamento a causa della forte riduzione delle popolazioni di Rincoti dovuta all'inquinamento.